# Ekgmowechashala
Ekgmowechashala (en siux: "pequeño hombre gato" o "pequeño hombre zorro") es un género extinto de primate. Con un peso de aproximadamente cinco libras, y cerca de un pie de altura, se asemejaba a los actuales lémures. Es el único primate norteamericano de su época; vivió entre finales del Oligoceno y principios del Mioceno.
Su clasificación es muy problemática, y ha sido clasificado como un miembro de la extinta familia Omomyidae (relacionada con los modernos tarseros), a la igualmente extinta Plagiomenidae (emparentados con los colugos), y a los Adapiformes, parientes extintos de los lémures y otros estrepsirrinos. Fósiles de dientes hallados en Oregón sugieren que estaba relacionado con Rooneyia, aunque algunos científicos lo vinculan a Necrolemur y Microchoerus.
La forma de sus dientes, y su parecido con los de los mapaches, indican que comía frutas de los bosques cálidos de las Montañas Rocosas durante el Mioceno temprano.
La evidencia fósil de Ekgmowechashala fue descubierta en la Reserva india de Pine Ridge, una reserva de los indígenas Siux oglala en Dakota del Sur. Los molares fueron hallados en 1981 en la cuenca del Río John Day, y se encuentran en la colección del Museo Burke de Historia Natural y Cultural; en el verano de 1997 John Zancanella del Buró de Manejo de Tierras encontró un molar inferior en el Monumento Nacional paleontológico de John Day. El material de Oregón y Dakota del Sur se atribuye a la única especie conocida, Ekgmowechashala philotau. Un diente aislado de Ekgmowechashala de la Fauna local de Toledo Bend Ranch del extremo este de Texas puede representar una segunda especie.